# Дробылёво
Дробылёво — деревня в Рузском районе Московской области, входит в состав сельского поселения Ивановское. Население 42 человека на 2006 год. До 2006 года Дробылёво входило в состав Сумароковского сельского округа.
Деревня расположена на западе района, примерно в 19 километрах к западу от Рузы, у границы с Можайским районом, на левом берегу реки Пожня, высота центра над уровнем моря 202 м, ближайший населённый пункт — деревня Трубицино — в 1 километре на юг.